# Xuân Quang Động
Xuân Quang Động là một xã thuộc huyện Đông Hưng, tỉnh Thái Bình, Việt Nam.

## Địa lý
Xã Xuân Quang Động có diện tích 11,34 km², dân số năm 2022 là 19.212 người, mật độ dân số đạt 1.694 người/km²

## Lịch sử
Ngày 28 tháng 9 năm 2024, Ủy ban Thường vụ Quốc hội ban hành Nghị quyết số 1201/NQ-UBTVQH15 về việc sắp xếp đơn vị hành chính cấp xã của tỉnh Thái Bình giai đoạn 2023 – 2025 (nghị quyết có hiệu lực từ ngày 1 tháng 11 năm 2024). Theo đó, thành lập xã Xuân Quang Động trên cơ sở toàn bộ 3,57 km² diện tích tự nhiên, quy mô dân số là 6.250 người của xã Đông Quang; toàn bộ 4,39 km² diện tích tự nhiên, quy mô dân số là 7.171 người của xã Đông Xuân và toàn bộ 3,38 km² diện tích tự nhiên, quy mô dân số là 5.791 người của xã Đông Động.
Xã Xuân Quang Động có 11,34 km² diện tích tự nhiên và quy mô dân số là 19.212 người.

## Lãnh đạo
Ban Chấp hành Đảng bộ xã có 25 đồng chí, Ban Thường vụ Đảng ủy gồm 5 đồng chí.
Bí thư: Khổng Văn Hữu
Phó bí thư: Phạm Trọng Phiên
Chủ tịch HĐND: Khổng Văn Hữu
Phó chủ tịch HĐND: Vũ Quý Tùng, Phạm Huy Trung
Chủ tịch UBND: Vũ Duy Đoan
Phó chủ tịch UBND: Lê Khắc Lịch, Phạm Văn Đạt, Vũ Văn Trường